# Sphaerosoma quercus
Sphaerosoma quercus is een keversoort uit de familie Alexiidae. De wetenschappelijke naam van de soort is voor het eerst geldig gepubliceerd in 1819 door Samouelle.